# Euclidia diagonalis
Euclidia diagonalis  là một loài bướm đêm thuộc họ Erebidae. Nó được tìm thấy ở Bắc Mỹ, bao gồm Arizona và New Mexico.
Sải cánh dài khoảng 28 mm.